# Luchtzuiverend beton
Luchtzuiverend beton of luchtzuiverende steen is een mengsel van beton of baksteen met het materiaal titaniumdioxide. Het luchtzuiverende materiaal beoogt op deze manier schadelijke stikstofdioxide om te zetten in het onschadelijke nitraat.
De stikstof in de lucht (NO2) wordt met titaniumdioxide als katalysator onder invloed van uv-straling omgezet in nitraat (NO3). Deze fotokatalytische reactie wordt wel het Honda-Fujishima effect genoemd. Het gevormde nitraat kan vervolgens tijdens een regenbui wegspoelen in het riool of het grondwater. Een teveel aan nitraat in het grondwater kan ook schadelijke gevolgen hebben voor het milieu, maar omdat NOx na enkele weken van nature omgezet wordt in nitraat heeft dit netto geen invloed op de kwaliteit van het oppervlaktewater. Daarnaast zijn de maximaal aanvaardbare concentraties in de lucht vele malen lager dan die in water.
Het materiaal wordt ook wel D-nox genoemd.
De werking van dergelijke D-nox materiaal valt in de praktijk tegen. In Den Haag en aan de A28 zijn er (onafhankelijk van elkaar) proeven opgezet waarbij er geen of een veel kleiner effect kon worden aangetoond op de NO2 concentraties dan voorspeld.

1. De ultraviolette straling wordt geabsorbeerd door de titaandioxide, wat de fotolyse veroorzaakt van water naar superoxide-ionen en hydroxyl radicalen
2. De stikstofoxides reageren met de superoxide-ionen en de Hydroxyl-radicalen om nitraationen te vormen.
3. De nitraationen worden geabsorbeerd in het blok en vormen stabiele verbindingen